# Asiago-DLR Asteroid Survey

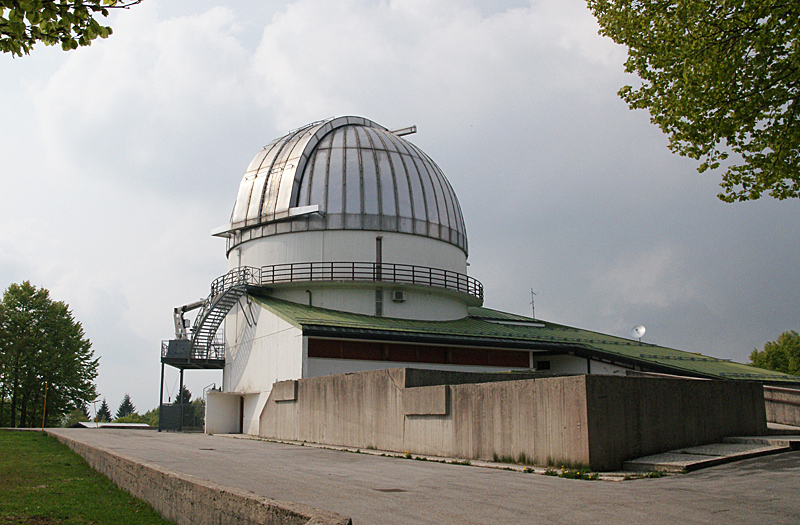
La Estación de la Cima Ekar, usada por el proyecto

El Asiago-DLR Asteroid Survey, cuyo acrónimo ADAS se forma: Asiago - DLR Asteroid Survey (traducción literal del inglés: Búsqueda de asteroides Asiago-DLR), es un proyecto para buscar cometas y asteroides con especial atención a NEO.
Se trata de un proyecto conjunto entre el departamento italiano de astronomía de la Universidad de Padua y el Deutsches Zentrum für Luft- und Raumfahrt alemán. Utiliza el telescopio Schmidt del Observatorio Astrofísico de Asiago y se identifica por el código IAU 209.
El proyecto está coordinado en la investigación con el UDAS (Uppsala-DLR Asteroid Survey).

## Asteroides descubiertos
| Asteroides descubiertos: : 124 | Asteroides descubiertos: : 124 |
| ------------------------------ | ------------------------------ |
| (43511) Cima Ekar              | 11 de febrero de 2001          |
| (46392) Bertola                | 5 de enero de 2002             |
| (48268) 2002 AK2               | 4 de enero de 2002             |
| 51406 Massimocalvani           | 26 de febrero de 2001          |
| (55427) 2001 TF47              | 14 de octubre de 2001          |
| 55428 Cappellaro               | 14 de octubre de 2001          |
| (57561) 2001 TA48              | 14 de octubre de 2001          |
| 57879 Cesarechiosi             | 2 de enero de 2002             |
| (64840) 2001 YW5               | 19 de diciembre de 2001        |
| 65091 Saramagrin               | 1 de febrero de 2002           |
| (68585) 2002 AY6               | 9 de enero de 2002             |
| 72543 Simonemarchi             | 26 de febrero de 2001          |
| (77049) 2001 CH48              | 1 de febrero de 2001           |
| 77136 Mendillo                 | 26 de febrero de 2001          |
| (82152) 2001 FR169             | 23 de marzo de 2001            |
| 82153 Alemigliorini            | 23 de marzo de 2001            |
| (83679) 2001 TB48              | 14 de octubre de 2001          |
| 83956 Panuzzo                  | 7 de diciembre de 2001         |
| (88245) 2001 CH49              | 2 de febrero de 2001           |
| 88961 Valpertile               | 14 de octubre de 2001          |
| (89663) 2001 YN5               | 17 de diciembre de 2001        |
| 89664 Pignata                  | 19 de diciembre de 2001        |
| (89665) 2001 YO6               | 20 de diciembre de 2001        |
| 89739 Rampazzi                 | 9 de enero de 2002             |
| (89744) 2002 AG18              | 8 de enero de 2002             |
| 89818 Jureskvarč               | 2 de enero de 2002             |
| (89910) 2002 ED5               | 10 de marzo de 2002            |
| 90288 Dalleave                 | 6 de marzo de 2003             |
| (94955) 2001 YS90              | 21 de diciembre de 2001        |
| 95008 Ivanobertini             | 4 de enero de 2002             |
| (95009) 2002 AJ1               | 4 de enero de 2002             |
| 95024 Ericaellingson           | 8 de enero de 2002             |
| (95209) 2002 CW                | 2 de febrero de 2002           |
| 95474 Andreajbarbieri          | 10 de marzo de 2002            |
| (95475) 2002 EB5               | 10 de marzo de 2002            |
| 98866 Giannabussolari          | 15 de enero de 2001            |
| (99439) 2002 CA1               | 2 de febrero de 2002           |
| 107393 Bernacca                | 1 de febrero de 2001           |
| (107394) 2001 CJ49             | 2 de febrero de 2001           |
| 108072 Odifreddi               | 22 de marzo de 2001            |
| (108108) 2001 FA192            | 22 de marzo de 2001            |
| 111561 Giovanniallevi          | 5 de enero de 2002             |
| (111562) 2002 AJ3              | 5 de enero de 2002             |
| (111567) 2002 AT6              | 5 de enero de 2002             |
| (111820) 2002 DK1              | 18 de febrero de 2002          |
| (123859) 2001 CO48             | 11 de febrero de 2001          |
| (123923) 2001 DQ106            | 27 de febrero de 2001          |
| (124891) 2001 TE47             | 14 de octubre de 2001          |
| (126424) 2002 CR               | 2 de febrero de 2002           |
| (126776) 2002 EJ3              | 7 de marzo de 2002             |
| (126777) 2002 EN3              | 7 de marzo de 2002             |
| (126778) 2002 EV3              | 10 de marzo de 2002            |
| (132162) 2002 EJ8              | 7 de marzo de 2002             |
| (132265) 2002 EW125            | 11 de marzo de 2002            |
| (140382) 2001 TV47             |                                |
| (141249) 2001 YP5              |                                |
| (141250) 2001 YP6              |                                |
| (141339) 2002 AZ4              |                                |
| (141341) 2002 AZ6              |                                |
| (146829) 2002 AB5              |                                |
| (146940) 2002 EY4              |                                |
| (146941) 2002 EC5              |                                |
| (147375) 2003 EH5              |                                |
| (151368) 2002 ET3              |                                |
| (151369) 2002 EB4              |                                |
| (151370) 2002 EF5              |                                |
| (151417) 2002 EA146            |                                |
| (153914) 2001 XV248            |                                |
| (153956) 2002 AG27             |                                |
| (154014) 2002 BC28             |                                |
| (154103) 2002 EX3              |                                |
| (154104) 2002 EG4              |                                |
| (154105) 2002 EW4              |                                |
| (154106) 2002 EK8              |                                |
| (156401) 2002 AK3              |                                |
| (156549) 2002 EY3              |                                |
| (158244) 2001 TL47             |                                |
| (158478) 2002 DJ1              |                                |
| (158486) 2002 EM8              |                                |
| (158487) 2002 EN8              |                                |
| (162891) 2001 FS169            |                                |
| (163188) 2002 ES4              |                                |
| (163239) 2002 EU156            |                                |
| (166144) 2002 EO3              |                                |
| (166145) 2002 EH5              |                                |
| (174065) 2002 EH4              |                                |
| (176533) 2002 AP6              |                                |
| (179540) 2002 CY253            |                                |
| (182790) 2002 AJ18             |                                |
| (182833) 2002 CG1              |                                |
| (182897) 2002 EZ3              |                                |
| (186274) 2002 AY4              |                                |
| (188097) 2001 YM6              |                                |
| (188123) 2002 CT               |                                |
| (194733) 2001 YH5              |                                |
| (194979) 2002 AE203            |                                |
| (195230) 2002 ER4              |                                |
| (195231) 2002 EU4              |                                |
| (205577) 2001 TO47             | 14 de octubre de 2001          |
| (205601) 2001 TY256            | 14 de octubre de 2001          |
| (208429) 2001 TM47             | 14 de octubre de 2001          |
| (208527) 2001 XX248            | 15 de diciembre de 2001        |
| (208610) 2002 CB254            | 4 de febrero de 2002           |
| (208618) 2002 EX4              | 10 de marzo de 2002            |
| (211079) 2002 EL8              | 7 de marzo de 2002             |
| (213417) 2001 XZ30             | 7 de diciembre de 2001         |
| (213436) 2001 YN6              | 20 de diciembre de 2001        |
| (213441) 2002 AU6              | 5 de enero de 2002             |
| (216573) 2002 CJ253            | 3 de febrero de 2002           |
| (218055) 2002 EF4              | 10 de marzo de 2002            |
| (219879) 2002 ET4              | 10 de marzo de 2002            |
| (219880) 2002 E08              | 11 de marzo de 2002            |
| (222511) 2001 TX47             | 14 de octubre de 2001          |
| (230298) 2002 AE18             | 8 de enero de 2002             |
| (232137) 2002 CE1              | 2 de febrero de 2002           |
| (232417) 2003 EU17             | 3 de junio de 2003             |
| (234349) 2001 FT167            | 19 de marzo de 2001            |
| (234630) 2002 CD1              | 2 de febrero de 2002           |
| (234654) 2002 EP8              | 11 de marzo de 2002            |
| (240007) 2001 TQ47             | 14 de octubre de 2001          |
| (240122) 2002 ED156            | 11 de marzo de 2002            |
| (244053) 2001 TJ47             | 14 de octubre de 2001          |
| (244270) 2002 DN1              | 18 de febrero de 2002          |
| (247436) 2002 ES3              | 10 de marzo de 2002            |